# محوطه چشمه غلامی (۱)
محوطه چشمه غلامی (۱) در شهرستان گیلانغرب، بخش گواور، دهستان گواور، ضلع جنوب و شرق روستای چشمه غلامی واقع شده و این اثر در تاریخ ۲۷ اسفند ۱۳۸۶ با شمارهٔ ثبت ۲۲۳۷۵ به‌عنوان یکی از آثار ملی ایران به ثبت رسیده است.